# Innenstadt (Osnabrück)

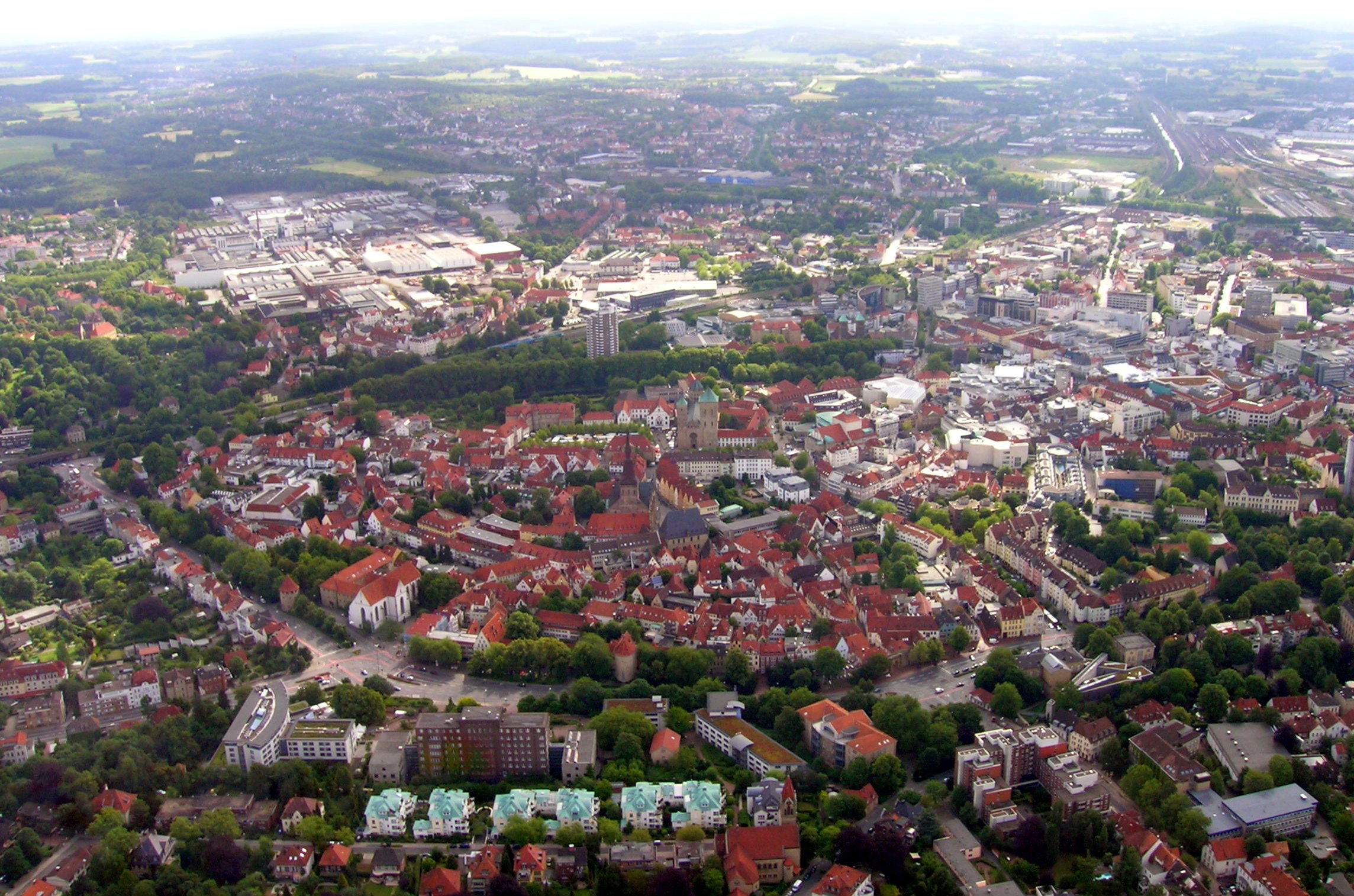
Luftaufnahme der Innenstadt, Blickrichtung Ost

Die Innenstadt ist der zentrale Stadtteil der niedersächsischen Stadt Osnabrück mit 10.084 Einwohnern (Stand: 31. Dezember 2022), die sich auf 1,71 km² Fläche verteilen. Damit ist die Innenstadt der am zweitdichtest besiedelte Stadtteil. In ihm befinden sich wichtige kulturelle, politische, administrative, religiöse und universitäre Institutionen sowie der Großteil des Einzelhandels der Stadt.

## Geografie
Die Grenze des Stadtteils verläuft, vom Hasetor ausgehend, im Norden und Westen entlang des Osnabrücker Wallrings (Bundesstraße 68). Im Süden knickt die Stadtteilgrenze entlang der Kommenderiestraße und Sutthauser Straße ab. Im Südosten und Nordosten verläuft sie entlang der Bahnstrecken Wanne-Eickel–Hamburg und Löhne–Rheine zurück zum Hasetor.
Die Fläche des Stadtteils weist ein flaches Relief mit nur wenigen Höhenunterschieden auf. Von Südosten in Richtung Norden durchfließt die Hase die Innenstadt. Der Stadtteil ist an den meisten Stellen dicht bebaut. Die größten Grünflächen sind zum einen der Schlossgarten im Westen, zum anderen der Grünzug entlang der Hase im Norden und Osten. Die Hauptverkehrsachsen der Innenstadt sind der als mehrspurige Straße ausgebaute, nierenförmige Wallring und der Straßenzug Neuer Graben–Neumarkt–Wittekindstraße, der den Stadtteil von Westen nach Osten quert.

### Schienenverkehr
Die Innenstadt ist mit den Bahnhöfen Osnabrück Hauptbahnhof und Osnabrück Altstadt (zuvor Osnabrück-Hasetor) an den Bahnverkehr angebunden. Es gab ferner den Bahnhof Osnabrück-West bzw. Osnabrück-Hannoverscher Bahnhof am Wittekindplatz. Seit etwa 1895 wird zur Anbindung der Osnabrücker Neustadt die Errichtung einer Bahnstation Osnabrück-Johannistor bzw. Osnabrück-Rosenplatz diskutiert.
Die Innenstadt war angebunden an drei Straßenbahnlinien (1906 eröffnet und dann sukzessive ausgebaut): Straßenbahnlinie 1 vom Hauptbahnhof über Hauptpost, Nikolaiort zum Heger Friedhof, Straßenbahnlinie 2 vom Schölerberg über Johannistor (Rosenplatz), Neumarkt, Nikolaiort, Hasetor nach Haste und Straßenbahnlinie 3 vom Martiniplatz (H.-Lübke-Platz) über Neumarkt, Hauptpost in den Schinkel.
Es gibt in der heutigen Zeit in der Stadtplanung die Option, die Innenstadt wieder mit Ausfädelungen einer Straßenbahn bzw. Stadtbahn besser an das Umland anzuschließen.

## Geschichte

### Entwicklung zum Stadtteil

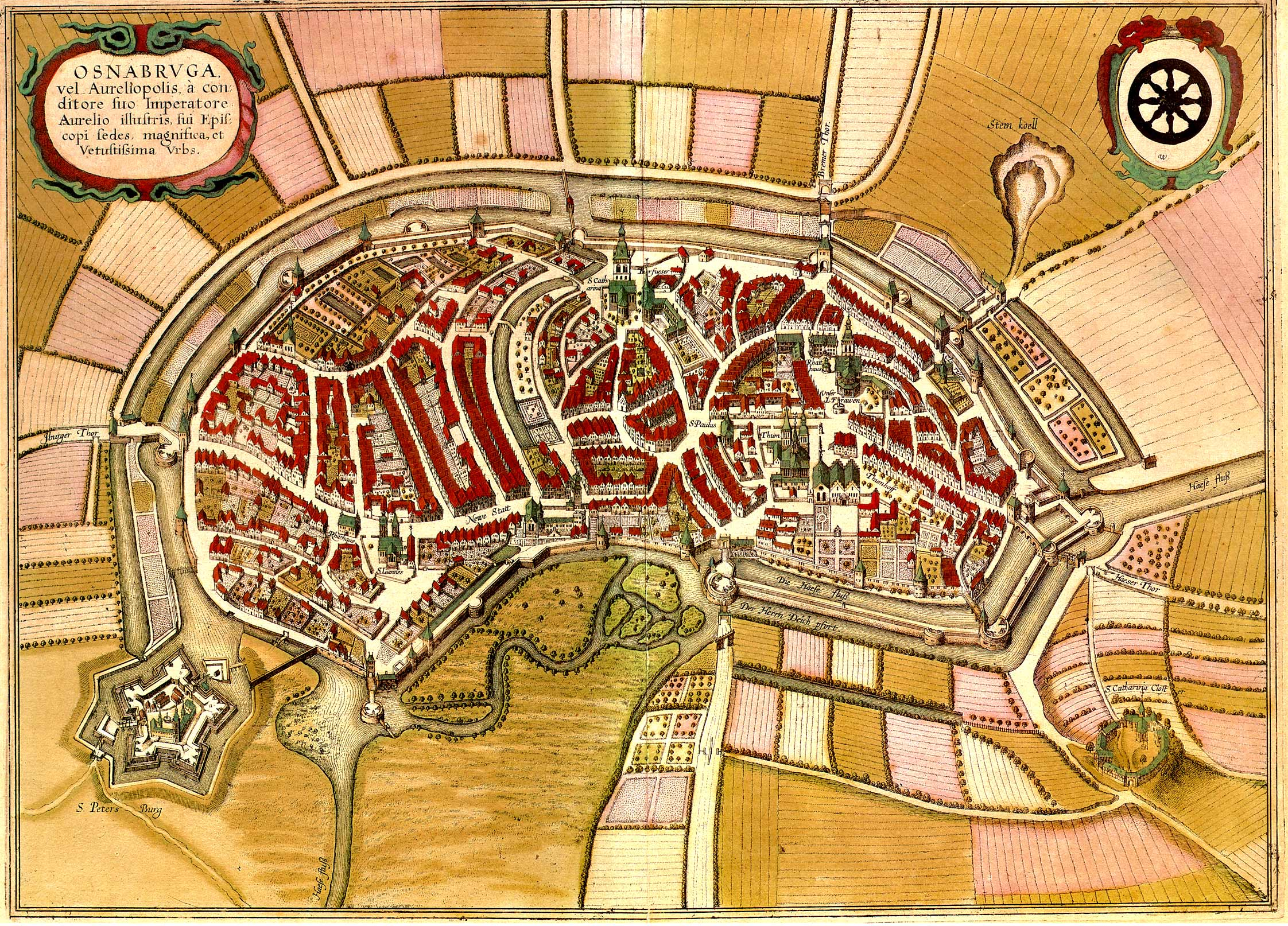
Osnabrück, Stadtplan von Wenzel Hollar (1633). Die Ausmaße entsprechen ungefähr dem heutigen Stadtteil Innenstadt.

Im Mittelalter und der Frühen Neuzeit bestand Osnabrück aus der Altstadt und der Neustadt, die 1306 zu einer gemeinsamen Stadt vereinigt wurden. Sie war damals noch durch die Stadtmauer und diverse Wehrtürme befestigt, die Stadtgrenze endete an den Stadttoren. Da die Stadt innerhalb der Befestigung kompakt gebaut war und sich außerhalb nicht fortsetzte, gab es noch keine als solche wahrnehmbaren Stadtteile.
Erst im Jahr 1843 wurde das sogenannte Festungsgebot, das Bebauung außerhalb der Stadtbefestigung zuvor verboten hatte, offiziell aufgehoben. Die Stadtmauern als Mittel zur Verteidigung gegenüber Angreifern waren aufgrund der Entwicklung moderner Feuerwaffen nutzlos geworden und wurden geschleift. In den folgenden Jahrzehnten dehnte sich die Stadt in alle Himmelsrichtungen stark aus. Im 20. Jahrhundert kamen noch Eingemeindungen diverser Orte um Osnabrück hinzu. Der historische Stadtkern entwickelte sich somit zum geografischen und kulturellen Zentrum der Stadt, umgeben von den anderen, „neuen“ Stadtteilen. Später wurde dieser Status dann offiziell und die Innenstadt als zentralster der 23 amtlichen Stadtteile Osnabrücks festgelegt.

### Altstadt
Die Altstadt entstand um die drei mittelalterlichen Stadtkirchen, die zunächst in der Umgebung eigene „Burgen“ bildeten: um die evangelisch-lutherische Kirche St. Marien, die evangelisch-lutherische Kirche St. Katharinen und den Dom St. Peter als Bischofskirche.
Im Zweiten Weltkrieg wurde die Osnabrücker Altstadt zu 94 Prozent zerstört. (→ Hauptartikel: Luftangriffe auf Osnabrück)

### Neustadt
Die Neustadt entstand um die Kirche St. Johann. Sie war bis 1306 eine eigenständige Stadt mit eigenem Rathaus.

### Einwohnerentwicklung
Die Einwohnerentwicklung des Stadtteils Innenstadt:
| Datum             | Einwohner |
| ----------------- | --------- |
| 31. Dezember 2003 | 8771      |
| 31. Dezember 2004 | 8579      |
| 31. Dezember 2005 | 8493      |
| 31. Dezember 2006 | 8374      |
| 31. Dezember 2007 | 8249      |

| Datum             | Einwohner |
| ----------------- | --------- |
| 31. Dezember 2008 | 8326      |
| 31. Dezember 2009 | 8232      |
| 31. Dezember 2010 | 8283      |
| 31. Dezember 2011 | 8342      |
| 31. Dezember 2012 | 8531      |

| Datum             | Einwohner |
| ----------------- | --------- |
| 31. Dezember 2013 | 8656      |
| 31. Dezember 2014 | 8479      |
| 31. Dezember 2015 | 9310      |
| 31. Dezember 2016 | 9438      |
| 31. Dezember 2017 | 9561      |

| Datum             | Einwohner |
| ----------------- | --------- |
| 31. Dezember 2018 | 9727      |
| 31. Dezember 2019 | 9918      |

## Struktur und Einrichtungen
Ferner zählen die Gymnasialkirche, die Herz-Jesu-Kirche und zwei Moscheen zur heutigen Innenstadt. Es befindet sich dort zudem das ehemalige fürstbischöfliche Schloss Osnabrück, heute Sitz der Universität Osnabrück. Der Stadtteil ist das wirtschaftliche Zentrum der Stadt. Hier sind insbesondere der Einzelhandel mit der weitläufigen Fußgängerzone von Bedeutung. Auch Dienstleistungsunternehmen wie die Gastronomie und Hotellerie, öffentliche Verwaltungen und Bildungseinrichtungen sind in der Innenstadt ansässig. 1974 wurde das Iduna-Hochhaus fertiggestellt.

## Quartiere

### Bahnhofsviertel
Das Zentrum des Bahnhofsviertel bildet der Theodor-Heuss-Platz. Er wurde um das Millennium grundlegend saniert. Die umliegende Nachbarschaft ist von Hotels und Gastronomie geprägt und wird durch die Schienenführung des Kreuzbahnhofs sowie den Stadtring begrenzt.

### Domburg
Östlich der Hasestraße, begrenzt durch die Hase, befindet sich die historische Domburg. Hier steht der Dom St. Peter und weitere Einrichtungen des Bistums Osnabrück.

### Große Straße
Die Große Straße ist die zentrale Einkaufsstraße und Fußgängerzone mit einer Vielzahl von inhabergeführten Geschäften sowie Ketten. Sie zieht sich vom Theater, über Kamp bis hin zum Neumarkt. 

### Hasequartier
Das Hasequartier ist kein städtisches Quartier im engeren Sinne. Es ist nicht historisch gewachsen, sondern nach Freilegung der Hase östlich von der Großen Straße von Gewerbetreibenden als Einkaufsviertel festgelegt worden. Mit der Gründung des Vereins "Hase-Quartier e. V." im Jahr 2010 soll eine ökonomische Belebung des Quartiers erzielt werden, das in unmittelbarer Nähe zu Osnabrücks Haupteinkaufsstraße liegt.

### Hasestraße
Entlang der Hasestraße im nördlichen Teil der Innenstadt hat sich neben der alteingesessenen Gastronomie und Kneipenkultur, ein vielfältiger Einzelhandel etabliert. Vereinzelt wird bereits von der Entstehung eines Kiezes gesprochen. Die Hasestraße ist einer der ältesten Straßen Osnabrücks. Im östlichen Bereich wird sie durch den namensgebenden Fluss Hase und dem Domviertel, im Westen durch das Heger-Tor-Viertel und den historischen Markt begrenzt.

### Heger-Tor-Viertel

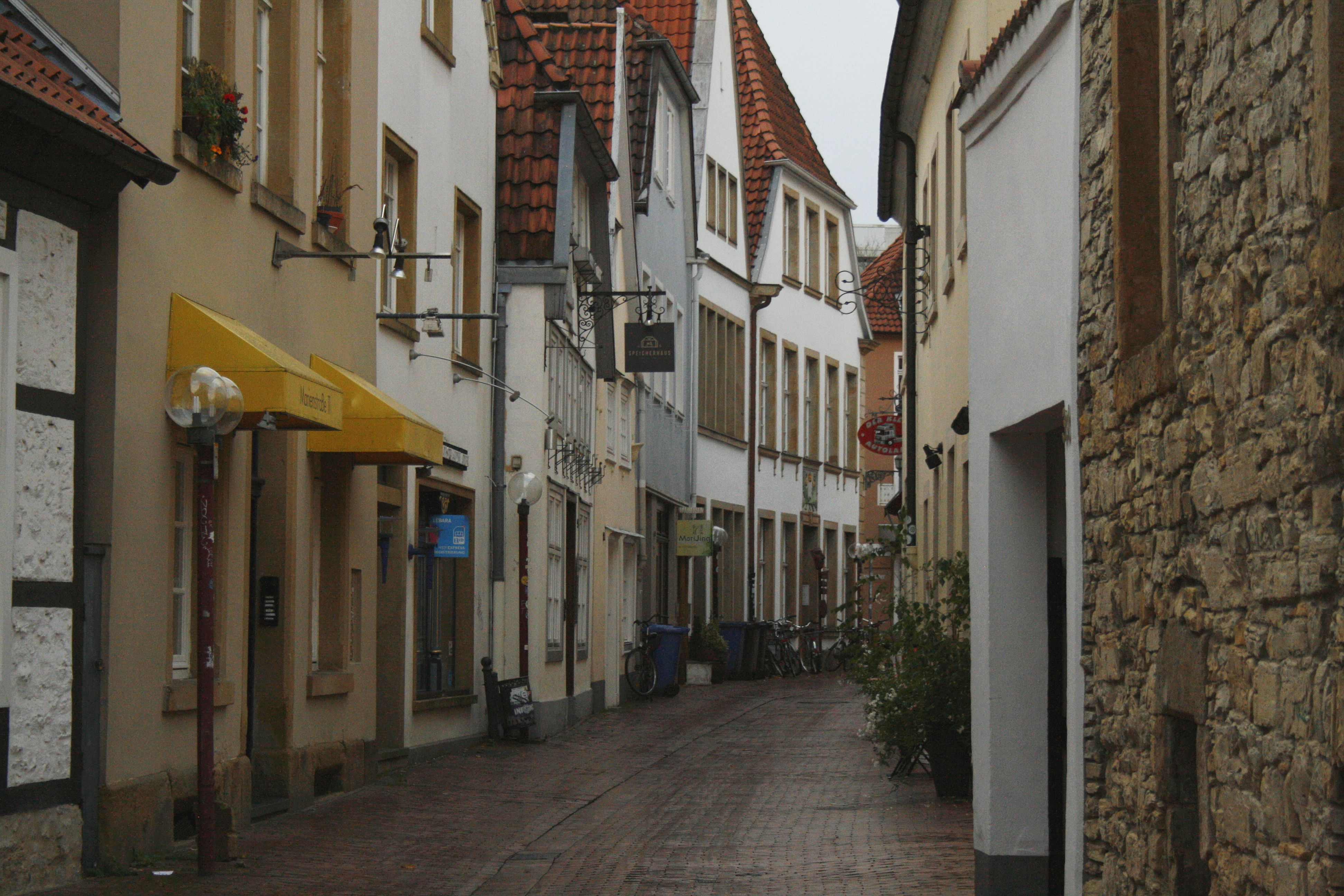
Blick in die Marienstraße im Osnabrücker Heger-Tor-Viertel

Das Heger-Tor-Viertel ist der älteste Teil Osnabrücks und besteht zum Teil aus mittelalterlicher Bausubstanz. Es ist benannt nach dem Waterloo-Tor, das lokal aber als Heger Tor bezeichnet wird und an die alte Stadtmauerbefestigung erinnert. Das Quartier ist durch eine Vielzahl von erhaltenem Steinwerk bekannt. Heute ist es vor allem durch Kneipen, Einzelhandel, Kunsthandwerk und Kleingewerbe geprägt.

### Krahnstraße
Ähnlich wie das Hasequartier ist das "Krahnstraßenviertel" kein gewachsenes Quartier, sondern eine Idee Geschäftstreibender, um die Straße zu attraktivieren. Dabei zeichnet die Krahnstraße jedoch die hohe Dichte an alteingesessenen inhabergeführte Geschäfte aus, wie etwa die Hauptzentrale von Leysieffer.

### Neustadt
Siehe auch: Neustadt
Die Neustadt befindet sich südlich vom Neumarkt entlang der Johannisstraße und war bis 1306 eine unabhängige Stadt. Ihr Zentrum bildet ist die Johanniskirche. 
Die nach ihr benannte Johannisstraße ist die dominierende Verkehrsachse im Quartier. Zwar ist auch sie, wie die Große Straße, eine Einkaufspassage, jedoch keine Fußgängerzone und durch inhabergeführten Einzelhandel geprägt. Aufgrund eines verstärkt auftretenden Leerstands, zunehmender Verwahrlosung und vereinzelten Gewaltdelikten wurde 2024 eine Alkohol- und Waffenverbotszone eingeführt sowie ein Quartiersmanagement eingesetzt.
In der Neustadt befindet sich das Osnabrücker Schloss mit dem Schlossgarten, der insbesondere in den Sommermonate als zentrale Aufenthaltsfläche dient.
Zudem hat sich entlang des Kollegienwalls das Justiz- und Gesundheitszentrum der Stadt entwickelt. Auch weitere öffentliche und administrative Einrichtungen sind hier verortet.

### Markt
Umgangssprachlich als "Gute Stube" bezeichnet ist der Marktplatz mit den Bauten des Rathauses, der Stadtwaage, der evangelischen Marienkirche sowie den Giebelhäusern das repräsentative Zentrum der Stadt.

### Redlingerstraße

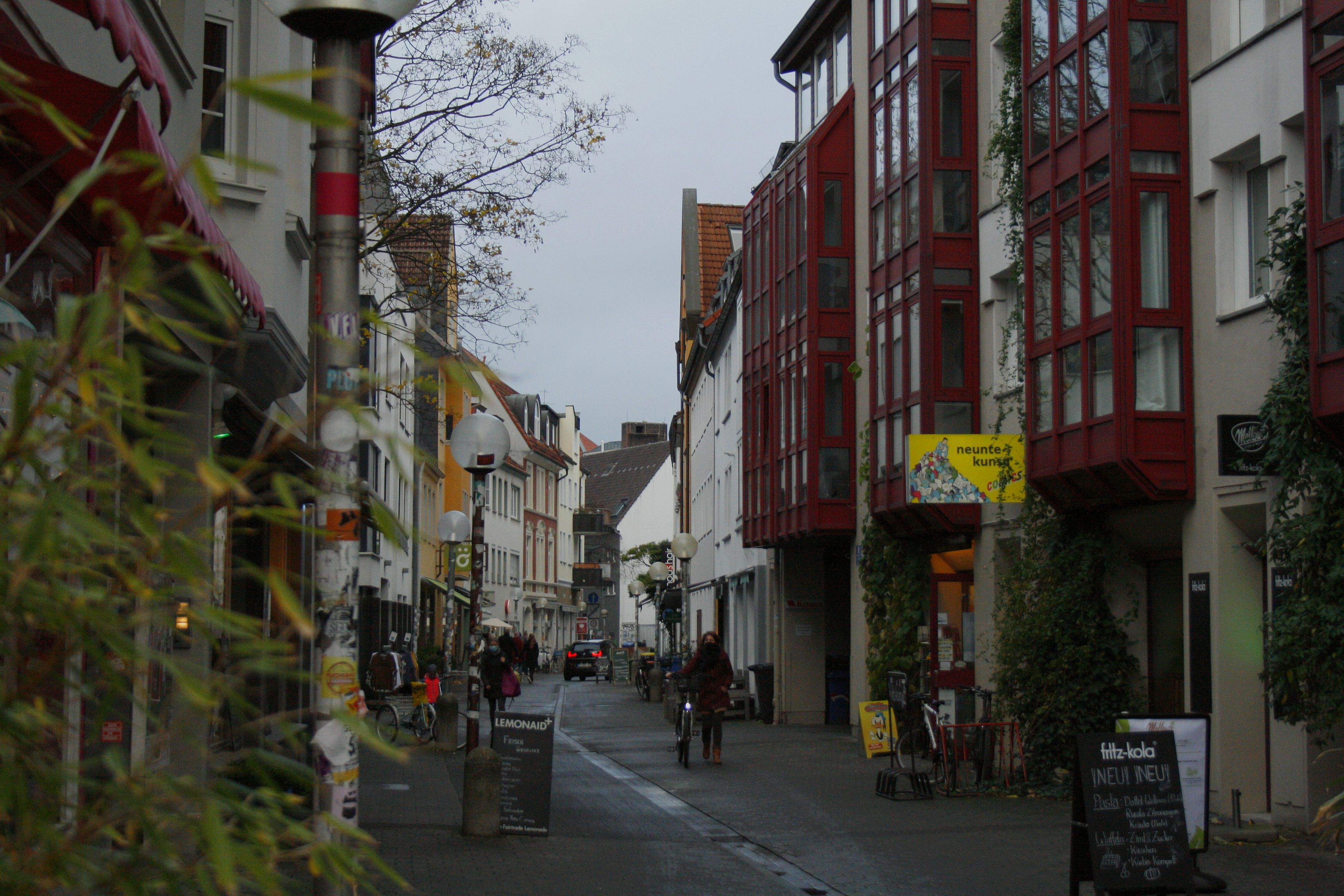
Blick in die Redlingerstraße in Richtung Nikolaiort

Zwischen Adolf-Reichwein-Platz und Nikolaiort hat sich die Redlingerstraße zu einem eigenen Quartier entwickelt, das vor allem durch individuelle, nachhaltige und lokale Gastronomie und Einzelhandel geprägt ist. Die nur ca. 200 Meter lange Straße gilt damit als alternative Einkaufsstraße und richtet sich vornehmlich an ein junges Publikum.

### Rosenplatzquartier
Im Süden der Innenstadt befindet sich um den gleichnamigen Platz ein primär zum Wohnen angelegtes Quartier. Der zum Teil als "Problemviertel" erklärte Bereich war bis 2016 Sanierungsgebiet im Förderprogramm "Die Soziale Stadt". Das Gebiet umfasst dabei auch Teilbereiche der Neustadt, der Wüste und des Schölerbergs.